# Oreacris luctuosa
Oreacris luctuosa är en insektsart som beskrevs av Bolívar, I. 1911. Oreacris luctuosa ingår i släktet Oreacris och familjen gräshoppor. Inga underarter finns listade i Catalogue of Life.